# Volgodonszki járás
A Volgodonszki járás (oroszul: Волгодонской муниципальный район) Oroszország egyik járása a Rosztovi területen. Székhelye Romanovszkaja.

## Népesség
- 1989-ben 24 690 lakosa volt.
- 2002-ben 30 170 lakosa volt.
- 2010-ben 33 779 lakosa volt, melyből 25 631 orosz, 3 638 török, 1 680 ukrán, 407 azeri, 270 örmény, 253 fehérorosz, 133 cigány, 125 tatár, 73 komi, 73 német, 64 mordvin, 62 moldáv, 60 grúz, 52 csuvas, 45 tadzsik, 44 udmurt, 43 kazah, 32 mari, 29 avar, 28 lengyel, 26 üzbég stb.